# シンフォニエッタ (ヤナーチェク)
《シンフォニエッタ（伊: Sinfonietta）》は、レオシュ・ヤナーチェク最晩年の管弦楽作品。

## 概要
大オーケストラのための《シンフォニエッタ》は、当初は「軍隊シンフォニエッタ」や「ソコルの祭典」と呼ばれていた。ヤナーチェクがソコル体育協会の参事会員であったことから、この協会のためのファンファーレとして作曲されたとしばしば言われているのだが、ヤナーチェクは「勝利を目指して戦う現代の自由人の、精神的な美や歓喜、勇気や決意といったもの」を表現する目論見から本作を作曲し、「チェコスロバキア陸軍」に献呈する意向を持っていた。
ヤナーチェクは友人カミラ・ストスロヴァーとともに野外コンサートで吹奏楽を聴き、それによって自作の《シンフォニエッタ》の開始楽章の霊感を得たのである。ソコル体育祭の実行委員が依嘱作品を打診してきたとき、ヤナーチェクは《シンフォニエッタ》の素材を展開しているところであった。その後ヤナーチェクは、「軍隊シンフォニエッタ」の題名から、「軍隊」の文字を削ぎ落とした。プラハ初演は《グラゴル・ミサ》と同じくヴァーツラフ・ターリヒの指揮により、1926年6月26日に行われた。作品は結局、イギリスにおけるチェコスロバキア音楽の紹介者でヤナーチェクの擁護者であった、ローザ・ニューマーチに献呈された。
シンフォニエッタは、元来「小交響曲」といったほどの意味があるが、本作はもともと軍楽として構想されたためもあり、伝統的なソナタ形式やロンド形式は斥けられており、交響曲としての性格は失われている。しかしながら本作はヤナーチェク独自の堅固な構成の典型例となっており、各楽章の素材は冒頭の動機から導き出されていく。ヤナーチェクの《シンフォニエッタ》で目立っているのは、金管楽器のみで演奏される最初のファンファーレを基礎とした、いくつかのヴァリアンテである。
第2楽章は木管楽器の急速なオスティナートによって開始するが、その後はより抒情的なエピソードを含み、ファンファーレ動機のヴァリアンテもはっきりと聞き取れる。第3楽章は弦楽器で静かに始まるが、トロンボーンのいかつい音型によって中断され、速い舞曲調のパッセージへと導かれる。第4楽章では、ヤナーチェクは、新たに解放された祖国を、愉快なトランペットのファンファーレによって祝っている。終楽章は、先行楽章のいくつかの素材を変ホ短調に移調させてしめやかに開始するが、それでも勝利のフィナーレに向けて忙しなく突き進むと、弦楽器と木管楽器によるさざめくような装飾音型をともなって、ついに最初の金管ファンファーレが戻ってくる。

## 各楽章と副題
以下の5つの楽章から成り、全曲を通して演奏すると20〜25分程度を要する。各楽章には、当初は描写的な副題が添えられていたことから、標題的な意図のあったことが察せられる。調性は各音につく臨時記号による。
1. 「ファンファーレ」：アレグレット Allegretto、変ニ長調、4分の2拍子
2. 「城塞（シュピルベルク城）」：アンダンテ Andante、変イ短調、8分の4拍子
3. 「修道院（ブルノの王妃の修道院）」：モデラート Moderato、変ホ短調、2分の2拍子
4. 「街路（古城に至る道）」：アレグレット Allegretto、変ニ長調、4分の2拍子
5. 「市庁（ブルノ旧市庁舎）」：アンダンテ・コン・モート～アレグレット Andante con moto — Allegretto、変ニ長調、4分の2拍子

## 楽器編成
フルート4（うち1つがピッコロと持ち替え）、オーボエ2（うち1つがイングリッシュホルンと持ち替え）、クラリネット2（うち1つが小クラリネットと持ち替え）、バスクラリネット1、ファゴット2、ホルン4、トランペット（F管）3、トロンボーン4、チューバ1、ティンパニ、シンバル、鐘(直筆譜は「小さな鐘」)、ハープ1、弦楽五部、バンダ（トランペット（C管）9、バストランペット2、テノールチューバ2）。